# 瓦爾 (北歐神話)
瓦爾，Vör。Vor或Vcr，她是女神弗麗嘉（Frigg）的侍女之一。一般皆認為，這些侍女都是她部份性格的化身。她是「真實」的人格化，也是聰明賢慧的女神，相傳她非常愛追根究底，所以沒有任何秘密能躲過她的眼睛。